# Napoleon 3. af Frankrig
 Der er for få eller ingen kildehenvisninger i denne artikel, hvilket er et problem. Du kan hjælpe ved at angive troværdige kilder til de påstande, som fremføres i artiklen.

 For alternative betydninger, se Napoleon (flertydig). (Se også artikler, som begynder med Napoleon)
Napoléon 3. af Frankrig (egl. Louis Napoléon Bonaparte 20. april 1808-9. januar 1873) var Frankrigs første præsident 1848-52 og sidste kejser 1852-1870.
Han var søn af Napoleon 1.s steddatter Hortense de Beauharnais og officielt af Napoleons broder Louis Bonaparte. Sin ungdom tilbragte han i landflygtighed forskellige steder i Europa, hvor han tidligt prøvede at placere sig som Bonaparte-familiens officielle tronarving. Han propaganderede ivrigt for den bonapartistiske sag, som han søgte at fremstille som en progressiv, halvsocialistisk ideologi, men uden at blive taget alvorligt. To mislykkede kupforsøg mod Louis-Philippe førte i 1840 til livsvarigt fængsel, hvorfra han 1846 flygtede til England.
Februarrevolutionen 1848 og kongedømmets fald gav Louis Napoleon hans chance. Han sejrede ved præsidentvalget samme år ved at udnytte striden mellem højre og venstre fløj, og i de næste år skaffede han sig popularitet ved at tage afstand fra de konservatives politik. 2. december 1851 begik han statskup bl.a. med hærens hjælp, arresterede de ledende politikere, tog diktatorisk magt og slog en arbejderopstand hårdt ned. Den politiske modstander i Nationalforsamlingen, forfatteren Victor Hugo måtte flygte til Belgien. Efter en forfatningsændring året efter genindførte Louis-Napoleon Bonaparte kejserdømmet med sig selv som kejser Napoleon 3. Af det Andet franske kejserdømme.
Som kejser søgte han at gøre Frankrig til en ledende europæisk stormagt og at hævde sin egen magt. Økonomisk var hans regering i begyndelsen en fremgangstid for fransk finanskapital, og under ham gennemførtes den sanering og modernisering af Paris, som har præget byen op i vor tid. Han styrede nærmest enevældigt baseret på storborgerskabet og en ny adel, men hævdede officielt sociale reformtanker uden dog for alvor at realisere dem. I 1860'erne gennemførte han under pres fra oppositionen en vis liberalisering med større parlamentarisk spillerum, det ”liberale kejserdømme”. Styret blev styrket af en effektiv propaganda, som fremhævede de strålende ydre resultater.
Napoleon 3. undgik modsat sin onkel storkrige, men tog flere gange del i mindre. Han optrådte officielt som forkæmper for de undertrykte folkeslags rettigheder, men kunne ikke holde sin linje ude fra fransk erobringspolitik og nød derfor begrænset troværdighed. 1853-1856 deltog han i alliance med England i Krimkrigen. 1859 udkæmpede han den fransk-østrigske krig (Anden Italienske Uafhængighedskrig) for at støtte de italienske samlingskræfter (Il Risorgimento); som modydelse overtog Frankrig bl.a. et stykke af den italienske riviera fra Ventimiglia og hen mod byen Nice, italiensk: Nizza. I 1860'erne svækkede han til gengæld sin prestige alvorligt ved den mislykkede intervention i Mexico 1862-67. Han støttede oprettelsen af det Andet mexikanske Kejserrige, selvom Maximilian 1. af Mexico tilhørte huset Habsburg, som Napoleon 3. frem til 1865 havde udført en stedfortræderkrig mod i Norditalien. Da Preussen under Otto von Bismarck samtidigt begyndte at trænge sig frem, førte han en vigende og afventende kurs uden klart at tage stilling. Han søgte at opruste Frankrig, men uden konsekvens. Baggrunden for hans magtbestræbelser (hegemoni) var at knytte det samlede Italien, Belgien og andre fransk eller romansk sprogede områder i Europa og i den nye verden under sig i en Latinsk Union, som modvægt til de tyske samlingsbestræbelser, der foregik hen mod slutningen af hans kejsertid i Paris.
I 1870 førte han landet ind i Den fransk-tyske krig, som førte til hans fald. Skønt stærkt svækket af sygdom (sukkersyge og dårlig lever) fulgte han med hæren i felten, blev slået, fanget af preusserne i slaget ved Sedan september 1870 og næsten omgående erklæret for afsat i Paris. Han overlod det belejrede Paris til et protokommunistisk styre, Pariserkommunen, der inspirerede Friedrich Engels og Karl Marx til deres Det kommunistiske Manifest. blev frigivet samme år og tilbragte sine sidste år med familien i eksil i England, hvor han døde af sygdom kort før et planlagt politisk come-back. Han er blevet hårdt bedømt af eftertiden som en politisk eventyrer, der var dygtig til at komme til magten, men ikke til at administrere den. Hans kraftige udnyttelse af napoleonsmyten skaffede ham øgenavnet "Napoleon den Lille".
Hans hustru, den spanskfødte Eugénie de Montijo, spillede en betydelig politisk rolle og påvirkede hans styre i konservativ-katolsk retning, bl.a. påstås hun at være ansvarlig for dele af hans krigspolitik. Han efterlod sønnen Louis-Napoléon, der faldt som engelsk officer i Sydafrika 1879.
Napoleon 3. udgav flere politiske skrifter samt nogle populærhistoriske værker om bl.a. Julius Cæsar. Ved sin propaganda bidrog han til at udbrede myten om onklen.